# Robert Wilton
Robert Wilton (31 de julio de 1868 - 18 de enero de 1925) fue un periodista y ensayista británico.

## Biografía
Robert Wilton se crio en Rusia, donde pasó la mayor parte de su vida. Más tarde se convirtió en corresponsal en dicho país para The Times. Muy apegado al régimen zarista y a la dinastía Romanov, cubre para el "Times" los acontecimientos de la revolución rusa. Después de la Revolución de Octubre y durante la Guerra Civil Rusa, transmitió el punto de vista de los Ejércitos Blancos.

## Obras
- "La agonía de Rusia", Edward Arnold (editor), Londres, 1918
- "Los últimos días de los Romanov", (1920).